# Xã Camp, Quận Renville, Minnesota
Xã Camp (tiếng Anh: Camp Township) là một xã thuộc quận Renville, tiểu bang Minnesota, Hoa Kỳ. Năm 2010, dân số của xã này là 186 người.